# Куртешть
Куртешть, Куртешті (рум. Curtești) — село у повіті Ботошані в Румунії. Адміністративний центр комуни Куртешть.
Село розташоване на відстані 367 км на північ від Бухареста, 3 км на південний захід від Ботошань, 94 км на північний захід від Ясс.

## Населення
За даними перепису населення 2002 року у селі проживали 679 осіб, усі — румуни. Усі жителі села рідною мовою назвали румунську.